# Powiat górowski (województwo olsztyńskie)
Powiat górowski – dawny powiat ze stolicą w Górowie Iławeckim, istniejący w latach 1959–1961 (de facto od 1945 jako powiat iławecki) na terenie obecnego powiatu bartoszyckiego i częściowo powiatu braniewskiego (województwo warmińsko-mazurskie).
Na mocy rozporządzenia Rady Ministrów z 15 grudnia 1958, powiat iławecki (istniejący na terenie Polski od 1945 roku) przemianowano na powiat górowski z dniem 1 stycznia 1959. Przyczyną zmiany były dążenia do ustalania nazw powiatów od ich siedzib. Siedzibą powiatu było Górowo, jednakże powiat nadal nosił swą pierwotną nazwę iławecki, utworzoną od dawnej siedziby Iławki (obecnie Bagrationowsk), znajdującej się w ZSRR.
Według podziału administracyjnego z 11 listopada 1961 roku powiat górowski składał się z 1 miasta i 9 gromad:
- miasto Górowo Iławeckie,
- gromady: Bezledy, Bukowiec, Gałajny, Górowo Iławeckie, Kandyty, Pieszkowo, Pluty, Rodnowo i Wojciechy,

Powiat górowski (nadal z siedzibą w Górowie) funkcjonował do 30 grudnia 1961, kiedy został zlikwidowany przez przyłączenie jego terenów do powiatu bartoszyckiego. Decyzję o likwidacji powiatu podjęto 10 października 1961 na sesji PPRN w Górowie Iławeckim, natomiast 31 grudnia 1961, w obecności przedstawicieli PWRN w Olsztynie, podpisano protokół zdawczo-odbiorczy. 1 stycznia 1962 zniesiono również Sąd Powiatowy w Górowie Iławeckim.
Powiększony powiat bartoszycki przetrwał aż do reformy administracyjnej w 1975 roku, powracając z dniem 1 stycznia 1999 jako jeden z powiatów nowego województwa warmińsko-mazurskiego.